# Hans Gämperli
Hans Gämperli – szwajcarski strzelec, mistrz świata.
Gämperli dwukrotnie w swojej karierze stał na podium mistrzostw świata, dokonując tego wyłącznie w konkurencjach drużynowych. W 1937 roku został mistrzem świata w pistolecie dowolnym z 50 m (skład zespołu: Walter Büchi, Severin Crivelli, Ernst Flückiger, Hans Gämperli, Walter Schaffner), zaś 12 lat później wywalczył tytuł wicemistrza świata w pistolecie centralnego zapłonu z 25 m (skład drużyny: Heinz Ambühl, Hans Gämperli, Heinrich Keller, Beat Rhyner. 

## Medale mistrzostw świata
Opracowano na podstawie materiałów źródłowych:
| Mistrzostwa       | Konkurencja                                   | Wynik             | Miejsce |
| ----------------- | --------------------------------------------- | ----------------- | ------- |
| Helsinki 1937     | Pistolet dowolny, 50 m, drużynowo             | 2650 pkt. (druż.) |         |
| Buenos Aires 1949 | Pistolet centralnego zapłonu, 25 m, drużynowo | 2160 pkt. (druż.) |         |